# Gymnázium sv. Andreja
Gymnázium svätého Andreja v Ružomberku je katolické gymnázium založené v roce 1992 spišským biskupem Františkem Tondrou. Jeho kapacita činí cca 530 studentů.
Gymnázium poskytuje čtyřleté všeobecné gymnaziální vzdělání a osmileté gymnaziální vzdělání zaměřené na jazyky. Nachází se na historickém náměstí Andreje Hlinky vedle budovy městského úřadu a kostela sv. Ondřeje. Gymnázium úzce spolupracuje s Katolickou univerzitou v Ružomberku, jejíž filosofické fakultě slouží jako fakultní škola. Od roku 1993 je členem Združenie katolíckych škôl Slovensko.